# All I Need (canción de Jack Wagner)
«All I Need» es el título de una canción interpretada por el cantante y actor estadounidense Jack Wagner, de su álbum debut, All I Need (1984). La canción fue lanzada en octubre de 1984 por la compañía discográfica Qwest Records como el sencillo principal del álbum. Fue coescrita por Glen Ballard, David Pack y Clif Magness y coproducida por Ballard y Magness.
Antes de grabar la canción, Wagner se hizo conocido por su papel de Frisco Jones en la telenovela General Hospital, desde entonces ha tenido papeles en otros programas de televisión, como The Bold and the Beautiful y Melrose Place.
"All I Need" resultó ser el único éxito Top 40 de Wagner, alcanzando en Canadá el número 1 en la lista RPM Adult Contemporary y el número 3 en el RPM Top Singles. En Estados Unidos llegó al número 1 en la Adult Contemporary Singles de Billboard, permaneciendo allí durante dos semanas y también llegó al número 2 durante dos semanas en la lista Billboard Hot 100 a principios de 1985.
En 2009, VH1 clasificó a "All I Need" en el puesto número 71 de su programa 100 Greatest One-Hit Wonders of the 80s.

## Posicionamiento en listas
| Lista (1984–1985)                                  | Máxima posición |
| -------------------------------------------------- | --------------- |
| Australia (Kent Music Report)                      | 93              |
| Canadá (RPM Top Singles)                           | 3               |
| Canadá (RPM Adult Contemporary)                    | 1               |
| Estados Unidos (Billboard Hot 100)                 | 2               |
| Estados Unidos Billboard Adult Contemporary Tracks | 1               |
| Estados Unidos (Cash Box Top 100)                  | 2               |

### Sucesión en las listas
| Predecesor: «Do What Yo Do» de Jermaine Jackson | U.S. Billboard Adult Contemporary Tracks — Sencillo N.º. 1 12 de enero de 1985 - 25 de enero de 1985 | Sucesor: «You're the Inspiration» de Chicago |

## Otras versiones
- En 2007, la canción fue versionada por la banda de rock filipina Shamrock para la película de comedia romántica My Best Friend's Girlfriend y fue incluida en su álbum Ikaw Lang.[11]